# Юлиана Николова (северномакедонски политик)
 Тази статия е за северномакедонския политик.  За българския вижте Юлиана Николова.  
Юлиана Николова (на македонска литературна норма: Јулиана Николова) е политик от Северна Македония.

## Биография
Родена е на 14 юли 1975 година в град Титов Велес, тогава в Социалистическа федеративна република Югославия. Завършва информатика в Природно-математическия факултет.
В 2016 година е избрана за депутат от Либерално-демократическата партия в Събранието на Република Македония.